# Eumusonia viridis
Eumusonia viridis es una especie de mantis de la familia Thespidae.

## Distribución geográfica
Se encuentra en Brasil y Paraguay.